# Liste der Monuments historiques in Houdreville
Die Liste der Monuments historiques in Houdreville führt die Monuments historiques in der französischen Gemeinde Houdreville auf.

## Liste der Objekte
| Bezeichnung                        | Beschreibung                                                                                      | Standort                      | Kennzeichnung | Schutzstatus | Datum | Bild |
| ---------------------------------- | ------------------------------------------------------------------------------------------------- | ----------------------------- | ------------- | ------------ | ----- | ---- |
| Skulptur Heiliger Nikolaus         | Holz, farbig gefasst, Mitte des 18. Jahrhunderts; 2004 gestohlen                                  | in der Kirche St-Epvre (Lage) | PM54000305    | Classé       | 1979  |      |
| Skulptur Madonna mit Kind          | Stein, farbig gefasst und vergoldet, 16. Jahrhundert; 2004 gestohlen                              | in der Kirche St-Epvre (Lage) | PM54000301    | Classé       | 1961  |      |
| Altarkreuz und sechs Altarleuchter | Kupfer, versilbert und vergoldet, zweite Hälfte des 18. Jahrhunderts; die Leuchter 2004 gestohlen | in der Kirche St-Epvre (Lage) | PM54000303    | Classé       | 1979  |      |
| Kruzifix                           | Holz, farbig gefasst, Mitte des 16. Jahrhunderts                                                  | in der Kirche St-Epvre (Lage) | PM54000302    | Classé       | 1979  |      |
| Zwei Kännchen                      | Silber, erste Hälfte des 19. Jahrhunderts                                                         | in der Kirche St-Epvre (Lage) | PM54001582    | Inscrit      | 1997  |      |
| Skulptur Madonna mit Kind          | mit Skulpturennische; Holz, farbig gefasst und vergoldet, Mitte des 18. Jahrhunderts              | in der Kirche St-Epvre (Lage) | PM54000304    | Classé       | 1979  |      |